# Discorso della Quarantena

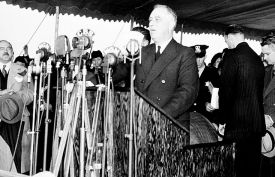
Il presidente Franklin Delano Roosevelt pronuncia il 5 ottobre 1937 a Chicago il discorso della quarantena.

Il discorso della quarantena fu pronunciato da Franklin Delano Roosevelt, presidente degli Stati Uniti d'America, il 5 ottobre 1937 a Chicago, in una situazione politica mondiale molto tesa a causa delle aggressioni della Germania nazista, dell'Italia fascista e dell'Impero del Giappone. Il presidente affermò che le nazioni responsabili di guerre e "illegalità internazionali" avrebbero dovuto essere isolate dagli altri paesi pacifici e mantenute in quarantena, come organismi contagiosi, per impedire il diffondersi della "malattia" della violenza, dell'aggressione e della sopraffazione.
Roosevelt non indicò in modo esplicito le nazioni aggressive oggetto del suo attacco, ma, per la prima volta, sembrò evocare la possibilità da parte degli Stati Uniti di uscire dalla politica di stretta neutralità e intervenire concretamente nella politica mondiale. Il discorso della quarantena suscitò notevoli polemiche sia all'interno degli Stati Uniti sia a livello internazionale e fu aspramente criticato dagli isolazionisti americani. Il clamoroso intervento del presidente non ebbe, peraltro, immediate conseguenze pratiche ma rimane un momento importante dell'evoluzione della politica estera degli Stati Uniti nel XX secolo. 

## Storia

### Contesto politico
All'inizio del 1937 l'opinione pubblica degli Stati Uniti, nonostante le tragiche vicende della politica internazionale, caratterizzata negli ultimi anni dalla guerra d'Etiopia e dalla guerra civile spagnola, che sembravano dimostrare l'espansione aggressiva delle potenze totalitarie fasciste, non sembrava affatto disposta ad approvare una politica estera più attiva a fianco delle nazioni obiettivo degli attacchi. Recenti sondaggi Gallup avevano evidenziato, al contrario, che la popolazione statunitense, con una schiacciante maggioranza del 94%, era favorevole ad una politica di stretta neutralità per impedire il coinvolgimento degli Stati Uniti in un eventuale conflitto in Europa o in Asia. 

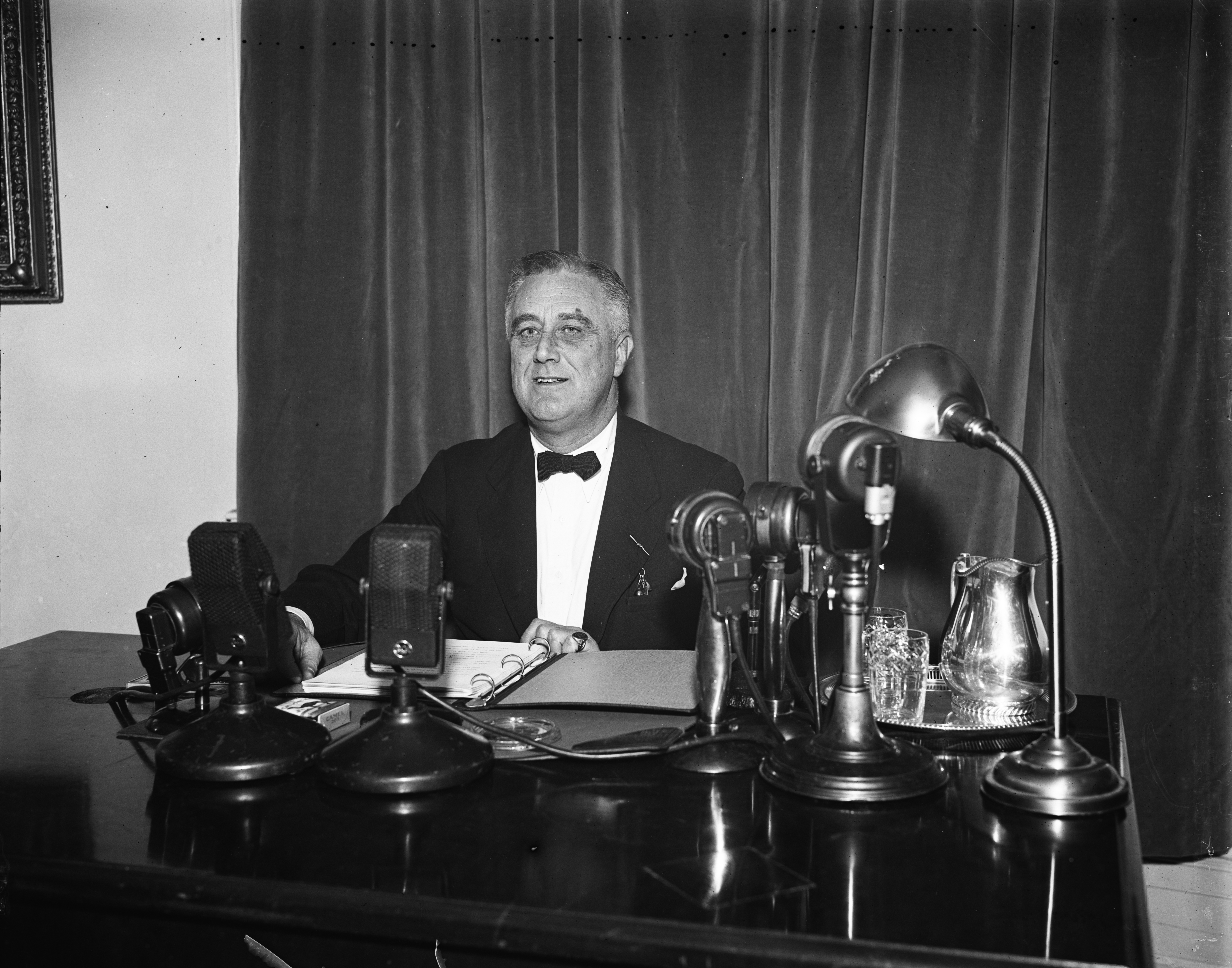
Il presidente Roosevelt in una foto del 1937.

Il presidente degli Stati Uniti Franklin Delano Roosevelt riteneva poco lungimirante una politica di assoluta neutralità di fronte ad evidenti atti di violenza delle nazioni aggressive e considerava invece necessario preparare lentamente la nazione ad una politica di intervento a fianco dei paesi pacifici senza attendere eventuali minacce dirette alla sicurezza degli Stati Uniti. All'inizio si limitò a promuovere e a far approvare dal Congresso una politica di "embargo morale" sul petrolio e armi nei confronti dell'Italia fascista impegnata nell'invasione dell'Etiopia e delle parti belligeranti nella guerra civile spagnola. Nella primavera del 1937, inoltre, Roosevelt cercò di limitare le norme più restrittive della legge di neutralità approvata dal Congresso che confermavano il divieto di vendita di armi e l'erogazione di prestiti a tutti i paesi belligeranti. Nella nuova legge fu inserita una clausola che permetteva al presidente di autorizzare il commercio di beni diversi dalle armi con nazioni in guerra purché le merci fossero pagate in contanti.
L'inizio della seconda guerra sino-giapponese diede modo al presidente Roosevelt di fare un altro passo in direzione di una politica estera più attiva a salvaguardia degli interessi e della sicurezza a lungo termine degli Stati Uniti. In questo caso, la Cina e il Giappone non avendo dichiarato formalmente lo stato di guerra, il presidente poté legittimamente evitare di applicare le norme della legge di neutralità che in pratica avrebbero favorito l'aggressore giapponese che non aveva bisogno delle armi e degli aiuti statunitensi a scapito della Cina aggredita che invece mancava delle risorse industriali per produrre armi ed equipaggiamenti. Roosevelt, quindi pur mantenendo ufficialmente una politica di non intervento, favorì un importante commercio di armi e materiali dirette in Cina che navigavano su navi statunitensi attraverso l'oceano Atlantico fino in Gran Bretagna da dove ripartivano su navi britanniche per Hong Kong dove venivano trasferite ai nazionalisti cinesi.

### Discorso
A questo punto il presidente ritenne giunto il momento di esprimere pubblicamente il suo pensiero e illustrare al popolo americano i pericoli della situazione internazionale e la necessità di stringere i rapporti politici con le nazioni pacifiche vittime dei paesi aggressori. Il presidente Roosevelt parlò in pubblico il 5 ottobre 1937 a Chicago, una delle roccaforti delle correnti insolazioniste americane favorevoli alla politica di rigida neutralità, in un momento in cui la situazione internazionale era estremamente tesa a causa del protrarsi della seconda guerra sino-giapponese, provocata dall'aggressione dell'Impero giapponese, della guerra civile spagnola e della politica espansionistica della Germania nazista e dell'Italia fascista in Europa. 
Il presidente espresse in modo diretto e sincero le sue opinioni riguardo alla situazione internazionale, ammonendo il popolo americano dei pericoli dell'isolazionismo e della neutralità che, a suo parere, non avrebbero consentito "all'America di sfuggire alla guerra" di fronte alle politiche aggressive di quelli che egli in privato definiva "nazioni-pirata". Roosevelt affermò con toni drammatici che esisteva un "regno del terrore e dell'illegalità internazionale" causato dal "10% della popolazione mondiale" che metteva in pericolo la pace e aggrediva il restante 90% pacifico della popolazione. Egli non identificò espressamente questo "10%", e non citò in modo esplicito alcuna nazione nel discorso, ma parlò dell'esigenza di limitare la guerra considerata come un contagio contro il quale, "al fine di proteggere la salute di tutti", era necessario prendere provvedimenti per circoscriverlo. Roosevelt affermò che la comunità avrebbe dovuto "decretare la quarantena dei malati", gli stati aggressori che "creano uno stato di anarchia e d'instabilità internazionale", come nel caso di una "epidemia di un male fisico". Roosevelt suggeriva soprattutto provvedimenti di natura economica per opporsi alle aggressioni, proponendo che le nazioni "in quarantena" fossero isolate dal commercio mondiale.

### Reazioni interne
La risposta del pubblico al discorso non fu unanime; anche se la maggioranza approvò le parole del presidente, Roosevelt apparve deluso dall'effetto del suo discorso arrivando al punto di affermare di sentirsi privo del sostegno popolare alle sue idee, come "un uomo che si voltasse indietro, mentre cerca di guidare il paese, e si accorgesse che nessuno lo segue". Il discorso, in effetti, suscitò la forte disapprovazione delle correnti isolazioniste americane, provocando la protesta da parte dei non-interventisti che parlarono di ritorno alla politica di Woodrow Wilson e invitarono il presidente ad evitare di interferire nelle politiche delle altre nazioni. Il famoso cartonista Percy Crosby, molto duro nella critica a Roosevelt, acquistò due pagine del New York Sun per pubblicarvi un'inserzione per attaccarlo. Inoltre, ricevette pesanti critiche dai giornali di proprietà di William Randolph Hearst e da Robert R. McCormick del Chicago Tribune, in cui si scrisse che il presidente con le sue parole aveva malaccortamente suscitato una "psicosi di guerra" in tutto il mondo. In realtà, molti compendi successivi degli editoriali mostrarono, nel complesso, un'approvazione nei media statunitensi..
All'interno del governo americano, il Segretario di stato Cordell Hull manifestò dubbi sull'opportunità di utilizzare espressioni troppo enfatiche e suggestive come "quarantena", temendo che in questo modo si minasse la coesione dell'opinione pubblica che recentemente era apparsa più favorevole alla politica di collaborazione internazionale promossa dalla presidenza Roosevelt. L'ambasciatore in Giappone Joseph Grew, favorevole ad accordi con Tokyo, ritenne il discorso della quarantena un "grave sbaglio" e ritenne inopportuno utilizzare categorie morali per giudicare i rapporti internazionali; egli temeva in questo modo di "veder crollare il castello" pazientemente costruito per instaurare una collaborazione tra Stati Uniti e Giappone.

### Reazioni internazionali

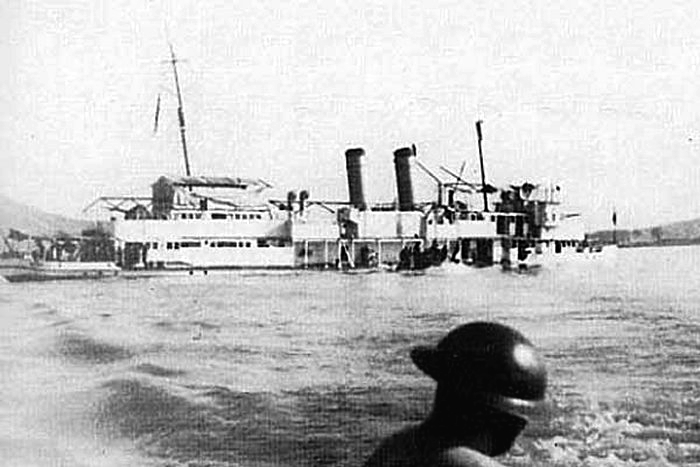
La cannoniera statunitense USS Panay affonda nelle acque dello Yangtze Kiang dopo l'attacco aereo giapponese del 12 dicembre 1937. L'episodio sembrò una risposta nipponica al provocatorio "discorso della quarantena" di Roosevelt.

Il Giappone era effettivamente percepito dall'amministrazione americana come la nazione più aggressiva e minacciosa per gli interessi strategici degli Stati Uniti e sembrava l'obiettivo principale del discorso della quarantena. il governo nipponico reagì con fermezza alle parole di Roosevelt; i diplomatici giapponesi paragonarono l'espansionismo dell'Impero alla conquista del West da parte degli Stati Uniti, affermarono che le loro azioni avevano un carattere difensivo per proteggere la Cina dal comunismo e salvaguardare l'Asia dal colonialismo dei bianchi, mentre il ministro degli esteri Kōki Hirota accusò pubblicamente il 16 novembre 1937 gli Stati Uniti di stare organizzando una coalizione anti-nipponica.
Il 12 dicembre 1937 l'attacco aereo e l'affondamento della cannoniera americana USS Panay nelle acque dello Yangtze Kiang in Cina, da parte di aerei giapponesi, sembrò rappresentare una risposta, chiara e inequivocabile, del Giappone al discorso della quarantena, mentre rappresentanti del governo nipponico attribuirono esplicitamente la colpa della politica aggressiva del Giappone, alle scelte di politica economica e sociale egoistiche degli Stati Uniti.
Le reazioni interne e internazionali indussero il presidente Roosevelt a cercare di ridurre sul momento l'importanza del suo "discorso della quarantena"; non prese alcun provvedimento esecutivo concreto coerente con le parole pronunciate a Chicago ed evitò accuratamente di illustrare un programma reale di politica nazionale studiato per contrastare i paesi ritenuti aggressori. Privo di un sostegno solido da parte dell'opinione pubblica e del mondo politico americano, il presidente preferì quindi guadagnare tempo e attendere gli sviluppi della situazione internazionale che sarebbero divenuti sempre più minacciosi nei mesi seguenti con l'intensificarsi della guerra sino-giapponese e dell'aggressività della Germania nazista e dell'Italia fascista in Europa.

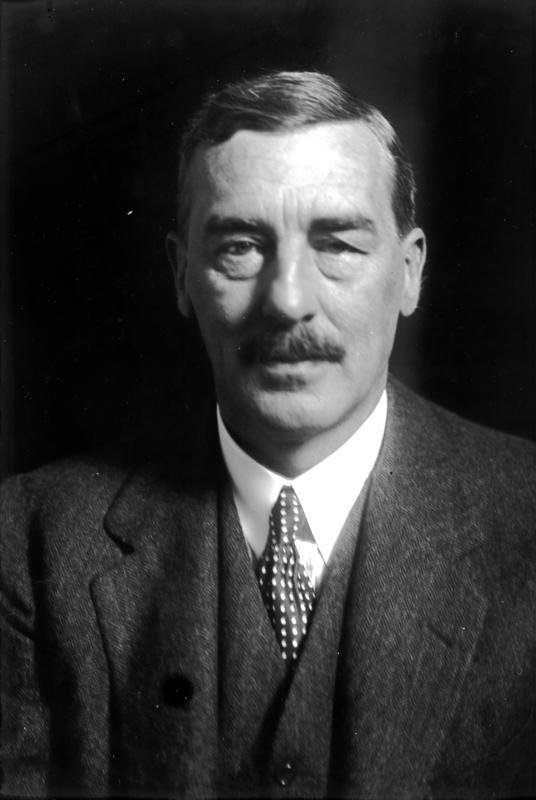
L'ambasciatore britannico negli Stati Uniti Ronald Lindsay si oppose fermamente alle proposte del presidente Roosevelt di organizzare un blocco navale contro il Giappone dopo gli incidenti del USS Panay e del HMS Ladybird.

Sembra in realtà che in un primo tempo il presidente Roosevelt abbia pensato di applicare concretamente delle misure di quarantena; dopo l'incidente della USS Panay e il contemporaneo bombardamento giapponese della cannoniera britannica HMS Ladybird, egli convocò l'ambasciatore di Londra Ronald Lindsay e propose che le due nazioni applicassero un vero "blocco navale" contro il Giappone per interrompere i rifornimenti di armi e materiali al corpo di spedizione nipponico in Cina. L'ambasciatore reagì con stupore e irritazione alla proposta che a suo parere avrebbe provocato uno "stato di guerra" con il Giappone, ma il 17 dicembre 1937 Roosevelt illustrò il suo progetto ai membri del governo e sembrò deciso a perseverare su questa linea. Nei giorni seguenti tuttavia il Giappone presentò le scuse ufficiali e apparve più disponibile alla collaborazione e alla pacificazione; il 25 dicembre 1937 gli Stati Uniti e la Gran Bretagna accettarono le scuse ufficiali e l'incidente si chiuse senza conseguenze. 
Il presidente Roosevelt non ottenne neppure un reale sostegno da parte degli altri capi delle nazioni democratiche; il 13 gennaio 1938 il Primo ministro britannico Neville Chamberlain rifiutò di partecipare ad una conferenza internazionale proposta dal presidente statunitense per analizzare i principi del diritto internazionale e mettere sotto accusa le "nazioni-pirata". Divenne anche del tutto evidente che, nonostante l'appoggio dei capi della Royal Navy che in colloqui strettamente riservati all'inizio di gennaio 1938, si erano dichiarati pronti a collaborare con la Marina degli Stati Uniti in un programma di quarantena contro il Giappone per bloccare il suo commercio in tutta l'Asia, la Gran Bretagna era intenzionata a proseguire la sua politica di appeasement e non avrebbe preso parte ad alcun programma di quarantena contro gli aggressori.
Sul momento, il vigoroso discorso del presidente fece scalpore ma non provocò conseguenze pratiche significative; esso tuttavia fu un episodio di grande importanza simbolica e manifestò il pensiero profondo di Roosevelt e la sua netta scelta di campo a favore della democrazie e dei paesi vittime dell'aggressione delle potenze totalitarie Giappone, Germania e Italia. I successivi passaggi della politica estera del presidente, di fronte al continuo aggravarsi della situazione mondiale, furono la denuncia del trattato di commercio con il Giappone che avrebbe permesso le prime misure di embargo commerciale contro Tokyo e la proclamazione di neutralità del settembre 1939, al momento dell'inizio della guerra in Europa, accompagnata dalla dichiarazione in cui egli affermava che "non chiedeva agli americani di rimanere neutrali anche nel pensiero", perché anche "chi è neutrale ha il diritto di rendersi conto dei fatti".